# Hiệp hội Công nghiệp ghi âm Úc
Hiệp hội Công nghiệp ghi âm Úc (tiếng Anh: Australian Recording Industry Association, viết tắt ARIA) là một tổ chức đại diện cho ngành công nghiệp ghi âm Úc được thành lập bởi sáu công ty ghi âm lớn khác là EMI, Festival Records, CBS, RCA Records, WEA và Universal Music. Hiệp hội này cung cấp chứng nhận doanh số đĩa thu âm và quản lý bảng xếp hạng ARIA Charts.